# Armillaria yungensis
Armillaria yungensis là một loài nấm trong họ Physalacriaceae. Loài này phân bố ở Nam Mỹ.